# Norddeutsche Neueste Nachrichten
Norddeutsche Neueste Nachrichten est un journal quotidien régional allemand publié à Rostock, dans le Land de Mecklembourg-Poméranie-Occidentale.

## Histoire
Le journal est fondé sous ce titre le 16 février 1953 en tant que quotidien du Parti national démocrate d'Allemagne (NDPD) et publié dans les trois districts du nord de la RDA, Rostock, Schwerin et Neubrandenbourg. Après Die Wende et la réunification, le NNN, comme d'autres journaux de RDA, prend ses distances avec son passé politique.
En 1991, le groupe de médias Hubert Burda Media rachète NNN. Le journal devient une édition locale du Schweriner Volkszeitung pour Rostock et ses environs. À la fin des années 1990, le NNN suit le Schweriner Volkszeitung sur Internet. En 1995, le SVZ est le premier quotidien allemand à être mis en ligne. En 2001, ils se séparent de leur rédacteur sportif Lutz Dessau après que son appartenance au NPD soit devenue connue.
En 2005, Burda Media vend le journal avec le Schweriner Volkszeitung au Schleswig-Holsteinische Zeitungsverlag. Norddeutsche Neueste Nachrichten GmbH est une filiale à 100 % de l'éditeur de journaux Schwerin GmbH & Co KG, qui publie le Schweriner Volkszeitung. Tous les titres de journaux de la société dans le Mecklembourg-Poméranie occidentale sont regroupés sous la marque medienhaus:nord depuis 2014. Il s'agit notamment de Norddeutschen Neuesten Nachrichten, Schweriner Volkszeitung et Der Prignitzer. En 2014, il y a également eu un changement du format rhénan au format berlinois.
Au printemps 2016, NOZ MEDIEN, qui comprend Neue Osnabrücker Zeitung GmbH & Co. KG, acquiert medien holding:nord gmbh (mh:n). Les filiales Schleswig-Holsteinischer Zeitungsverlag GmbH & Co. KG (sh:z) basées à Flensbourg, A. Beig Druckerei und Verlag GmbH & Co. KG à Pinneberg et medienhaus:nord à Mecklenbourg sont toutes sous l'égide de mh:n. Le medienhaus: nord abrite la maison d'édition de journaux Schwerin GmbH & Co. KG à Schwerin ainsi que Norddeutschen Neuesten Nachrichten. Le groupe de médias NOZ/mh:n MEDIEN emploie plus de 3 200 personnes sur 61 sites en Basse-Saxe, Hambourg, Schleswig-Holstein, Mecklembourg-Poméranie occidentale et Brandebourg.
Au printemps 2022, l'apparence du site Web de NNN est modifiée dans le cadre d'une relance à l'échelle de l'entreprise. Outre le journal imprimé classique, qui paraît du lundi au samedi au format berlinois, le NNN se concentre de plus en plus sur les offres journalistiques numériques basées sur la devise "Digital First".
Depuis septembre 2022, la rédaction de Norddeutschen Neuesten Nachrichten se situe au Strandstraße 106, près du port de la ville de Rostock dans le quartier de Stadtmitte. De 1994 à 2022, les bureaux de rédaction étaient situés au Bergstraße 10 dans le quartier Kröpeliner-Tor-Vorstadt. Avant cela, NNN était basé dans la zone piétonne centrale de Rostock, Kröpeliner Strasse. Le NNN a également un emplacement dans la station balnéaire de la mer Baltique de Warnemünde. Le bureau de rédaction se situe au Mühlenstraße 13.